# Isabel Durán Doussinague
Isabel Durán Doussinague (Madrid, 1965) és una periodista i escriptora espanyola que col·labora com a comentarista política en diversos mitjans escrits i audiovisuals. Està divorciada del també periodista José Díaz Herrera.

## Formació
És llicenciada en Periodisme i compta amb un postgrau en Estudis Internacionals per la Societat d'Estudis Internacionals pertanyent al CSIC i un altre en Ciències Polítiques a l'Institut d'Estudis Europeus de la Universitat Lliure de Brussel·les.

## Carrera professional
Després d'estudiar a Brussel·les, hi va estar treballant a l'oficina del portaveu de la Comissió de la Comunitat Europea. En tornar a Espanya va ser encarregada de la realització de reportatges especials per a l'agència de notícies Editmedia TV, es va incorporar a la redacció de la secció nacional de la revista Tiempo.
Ha treballat també a Diario 16 i ABC, i ha estat comentarista política de diferents programes en ràdio i televisió, com són la Cope, Radio España, Onda Cero, Los desayunos de TVE (2000-2004) y Antena 3 TV. Des de principis de la dècada de 2000 ha estat analista política en programes de ràdio com La Mañana y La Tarde de la Cope, Herrera en COPE, La Espuela, Las mañanas de RNE (2012-) a RNE i El gato al agua (2008-2012) de Radio Intereconomía.
Al món de la televisió ha estat col·laboradora de multitudinaris programes de televisió, per exemple, La noria (2008-2012), La mirada crítica, El gran debate (2012-2013) i Abre los ojos... y mira (2013-2014) de Telecinco, Madrid opina (2007-2011) o Alto y claro (2007-2012) de Telemadrid i El cascabel (2013-) a 13TV. Durant 2012 presentà el programa d'entrevistes Sin rodeos a 13 TV. Paral·lelament, des del dia 28 de gener de 2013 presenta el programa matinal d'informació Más claro agua a 13TV.
Des de 2015 col·labora en el programa Herrera en La COPE .
El juliol de 2016 va deixar de treballar en 13 TV després de 800 programes, una antena d'or i un increment del 77,7% de l'audiència, per afrontar nous reptes.

## Llibre
Es coautora de vuit llibres polítics:
- La gran revancha (2006, editorial Temas de hoy)
- ETA, el saqueo de Euskadi (2002, editorial Planeta)
- Arzalluz (2001, editorial Planeta) Biografia no autoritzada de l'antic dirigent de l'EAJ-PNV Xabier Arzalluz
- Aznar (1999, editorial Planeta)
- El secuestro de la justicia (1998)
- El saqueo de España (1996)
- Pacto de silencio (1996)
- Los secretos del poder (1994)

## Premis
- Antena de Oro 2015.[4]